# Червоїд сіроголовий
Червоїд сіроголовий (Leiothlypis ruficapilla) — невеликий співочий птах родини піснярових, поширений у Північній Америці, переважно в окремих районах південно-східної Канади, де він гніздиться влітку та Каліфорнії, Техасу і Мексики, куди він мігрує на зимівлю.

## Опис
Червоїд сіроголовий, як виходить з його назви, має сіру голову, з якої колір поступово переходить у оливкувату спину і крила. Живіт світлий, а шия, груди і частково боки та низ охвістя жовтуваті. навколо ока тонке суцільне біле кільце. Крила без темних країв. Дзьоб тонкий, загострений. Дорослі самці мають непримітну каштанову «шапочку», яка звичайно прикрита сірим пір'ям і стає більш помітною, коли червоїд настовбурчує пір'я на тім'ї. У самиць такої відзнаки немає, вони, як і молодь, більш тьмяного оливкувато-жовтуватого забарвлення. Пісенька червоїда сіроголового складається з трьох довших трелей, завершених трьома короткими щебетами. Самець зазвичай співає з відкритих сідал, оголошуючи співом свою гніздову територію.